# Moñux

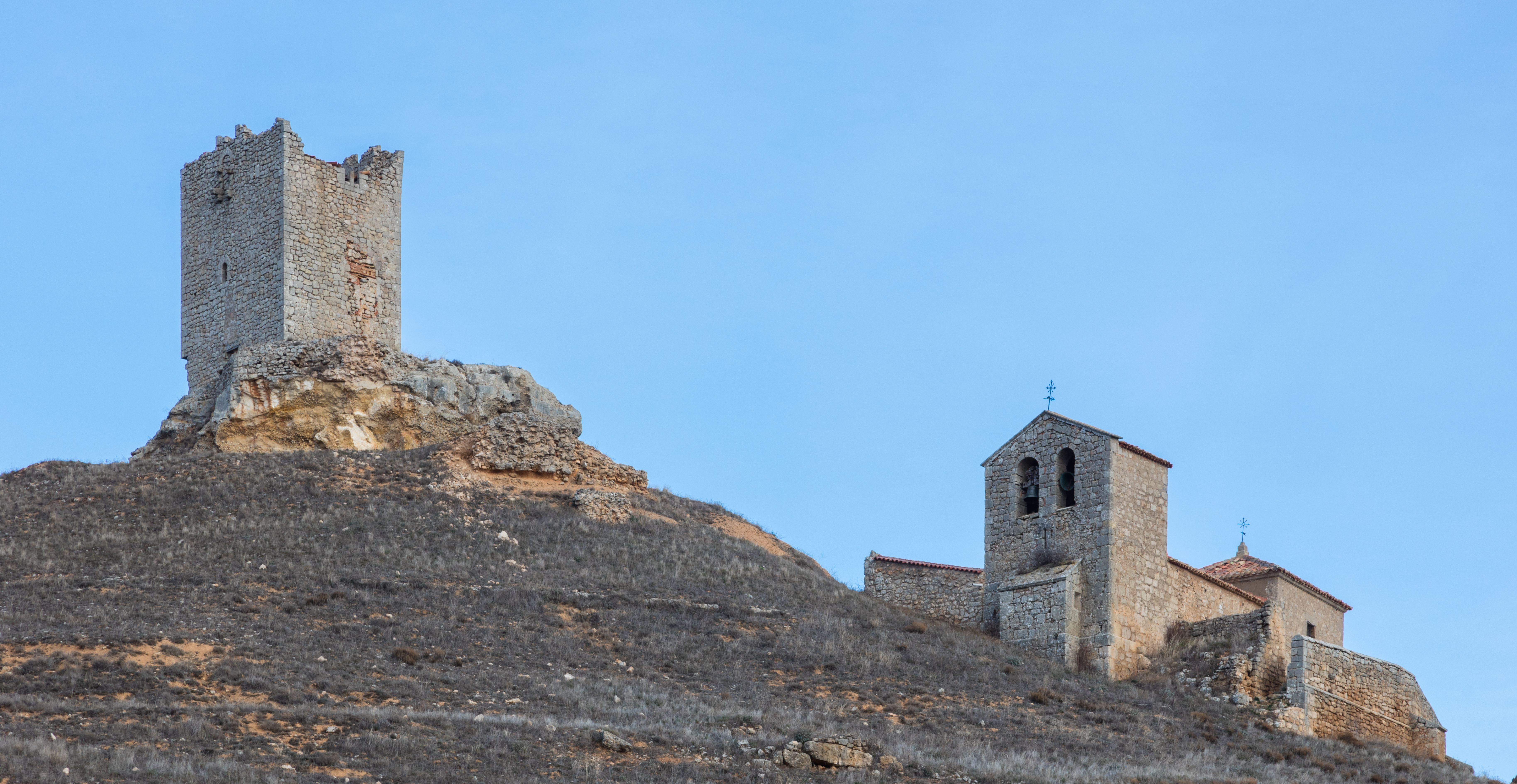
Torre e iglesia de la virgen del Pilar.

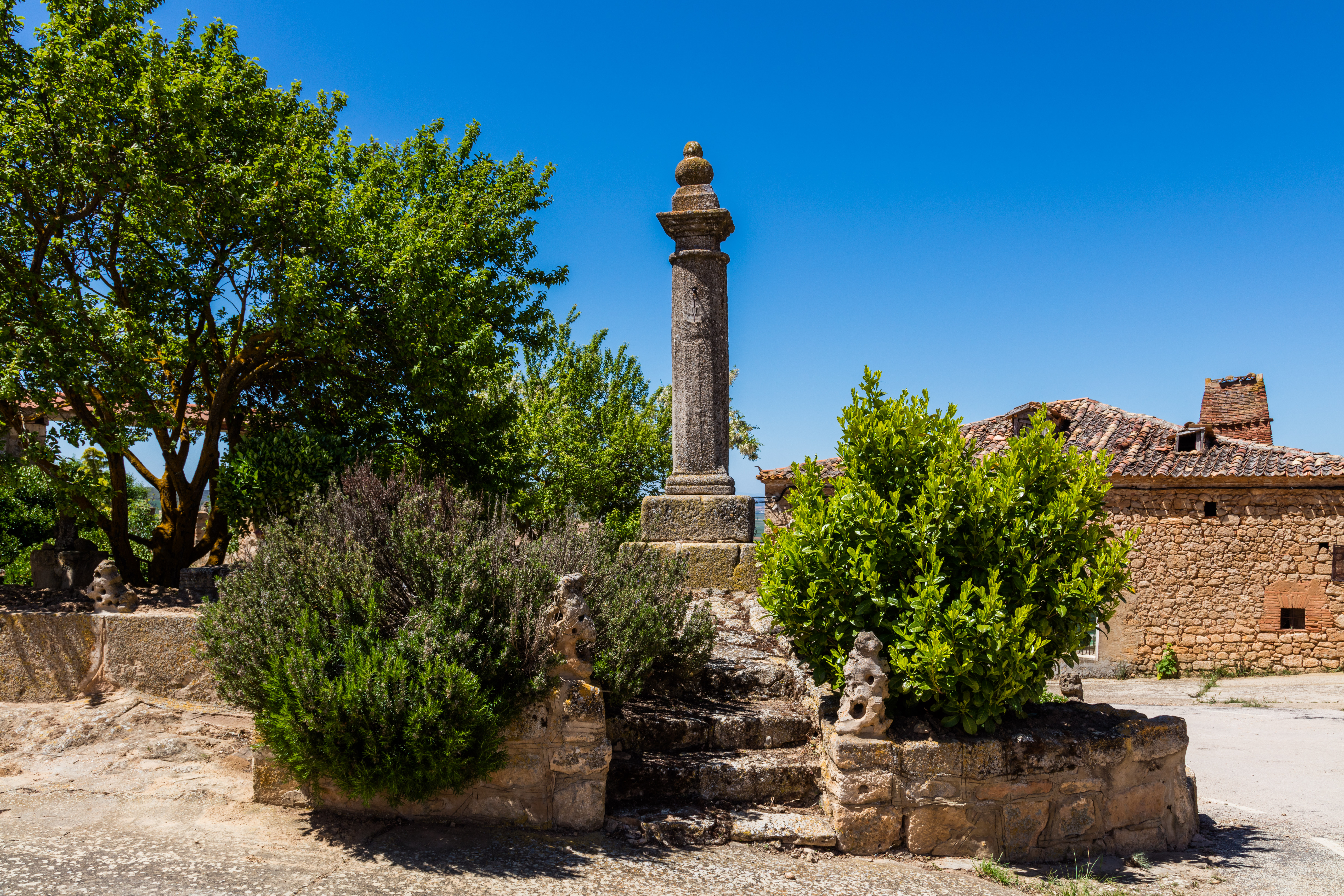
Rollo de Justicia, Moñux.

Moñux es una localidad y también una entidad local menor españolas de la provincia de Soria,  partido judicial de Almazán (comunidad autónoma de Castilla y León). Pueblo de la Comarca de Almazán que pertenece al municipio de Viana de Duero.

## Geografía
Localidad de la Tierra de Almazán

### Accesos
Situado a 4 kilómetros de Viana y a 10 de Almazán. A 43 km de la capital (Soria) por la carretera CL-101 hasta Almazán y siguiendo luego la A-15.

## Historia
A la caída del Antiguo Régimen la localidad se constituye en municipio constitucional en la región de Castilla la Vieja, partido de Almazán, que en el censo de 1842 contaba con 18 hogares y 70 vecinos, para posteriormente integrarse en Viana de Duero.

## Demografía
En el año 1981 contaba con 31 habitantes, concentrados en el núcleo principal, pasando a 8 en 2010, 5 varones y 3 mujeres.
| Gráfica de evolución demográfica de Moñux entre 2000 y 2010                                      |
|                                                                                                  |
| Población de derecho (2000-2010) según los censos de población del INE a 1 de enero de cada año. |

## Cultura local

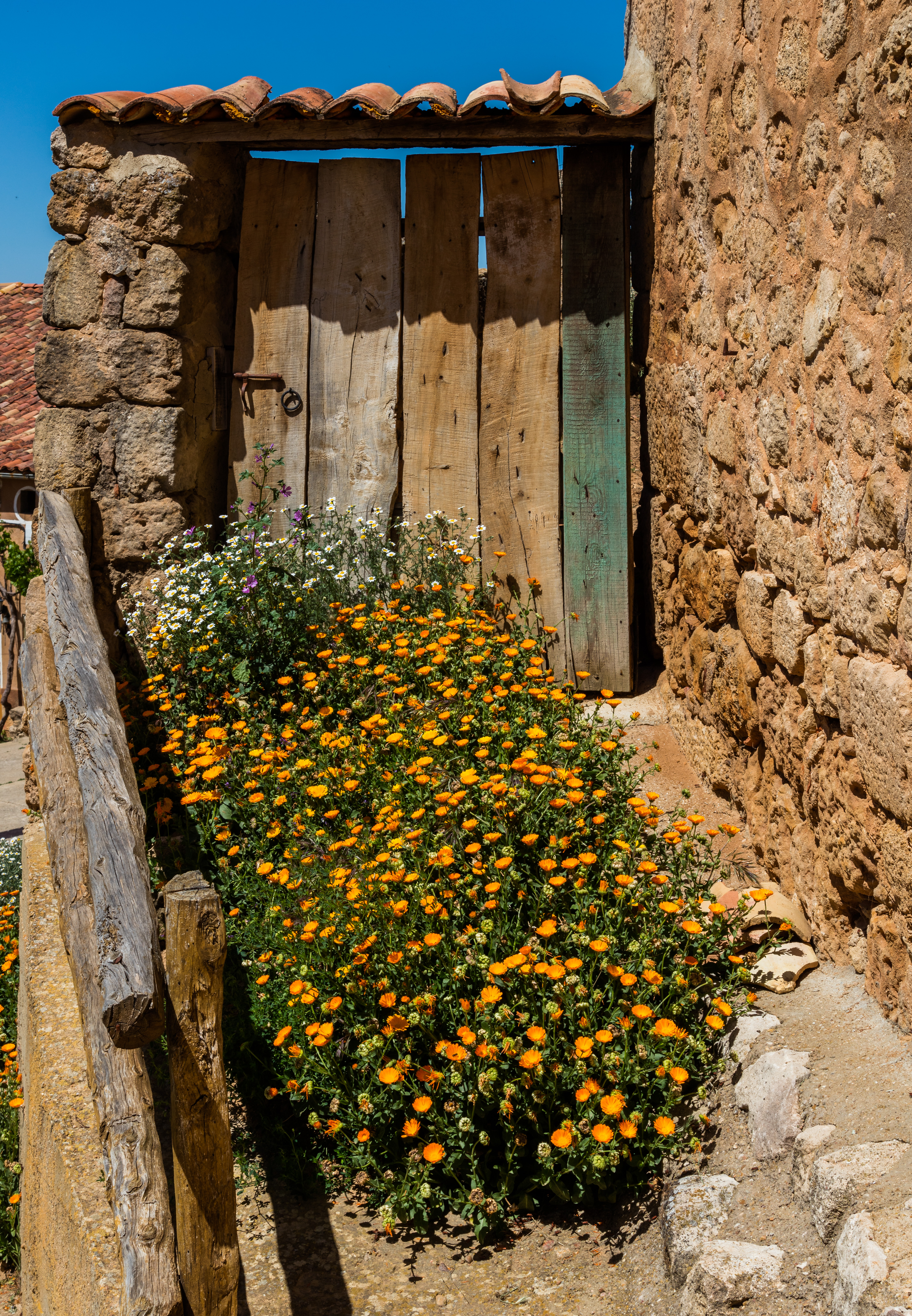
Casa en Moñux.

- Posee un castillo (más bien un torreón) en ruinas sobre un cerro que domina la población asentada a sus pies. Figura en el catálogo de Bienes Protegidos de la Junta de Castilla y León en la categoría de Castillo con fecha de declaración 22 de abril de 1949.[7]
- Rollo de justicia. Figura en el catálogo de Bienes Protegidos de la Junta de Castilla y León en la categoría de Rollos de Justicia con fecha de declaración 14 de marzo de 1963.[7]
- Ha dado lugar a un apellido extendido por la zona y también por Ágreda.
- Como juegos tradicionales del lugar destacan la tanguilla, el guiñote, la brisca, etc.

## Festividades
Sus fiestas patronales son el 12 de octubre, día de la Virgen del Pilar.